# ТелеОмск-АКМЭ
ТелеОмск-АКМЭ — российская малая региональная телекомпания, в 1994—2013 годы осуществлявшая телевещание на 9 ТВК с 17:00 до 00:00 (совместно с телерадиокомпанией «Астра», вещавшей на том же канале остальное время) в городе Омске и большей части Омской области на частоте 199,25 МГц.
В декабре 2013 года телеканал был закрыт, а на его базе был создан новый телеканал «Продвижение», учредителями которого стали ООО «Омская телевизионная компания» и ООО Корпорация «ТелеОмск-АКМЭ». С начала 2014 года в эфирной сетке девятого канала с 17:00 до 0:00 часов началось дублирование программ телеканала «Продвижение», осуществляющего круглосуточное вещание в кабельных сетях.

## История телекомпании

### Учреждение телекомпании и начало эфирного вещания
Корпорация «ТелеОмск-АКМЭ» была зарегистрирована в 1994 году. Руководитель телекомпании - Ольга Витальевна Гусева. Название корпорации происходит от древне-греческого слова «акмэ», означающего высшую точку развития человека..
В 1995 году корпорация получила от правительства Омской области помещение, расположенное в библиотеке имени Пушкина, откуда и начала свою работу.
В первый год своего вещания телекомпания вещала всего пару часов, прерывая эфир ГТРК «Петербург — Пятый канал», вещавшей тогда в Омске на 9 ТВК. В 1996 году эфир «ТелеОмск-АКМЭ» расширяется с 17:00 до 22:55, а затем снова с 23:45 до 24:00, делая перерыв для весьма популярной в то время аргентино-итальянской теленовеллы «Мануэла», транслировавшейся «Пятым каналом». После того, как «Пятый канал» на несколько недель прервал показ «Мануэлы», «ТелеОмск-АКМЭ» заняла полную сетку вещания на 9-м метровом канале с 17:00 до 24:00. ГТРК «Петербург — Пятый канал» через некоторое время прекратил своё вещание в регионах.
В последующие годы «ТелеОмск-АКМЭ» делит свой эфир 9-й кнопки с ТРК «Астра», вещающей до 17:00 и после 24:00 часов. С 1 января 1997 года на канале «ТелеОмск-АКМЭ» некоторое время ретранслировались передачи и сериалы Ren-TV, но затем телекомпания отказалась от сетевых партнёров и стала полностью самостоятельно формировать свою сетку вещания.

### Критика телеканала
В июне 2011 года Омское управление Федеральной антимонопольной службы России возбудило дело за нарушение рекламного законодательства в отношении телекомпании «ТелеОмск-АКМЭ». По утверждениям ведомства, корпорация в несколько раз превысила лимит позволенного законодательством рекламного времени. Реклама, транслирующаяся телеканалом была признана нарушающей требования части 3 статьи 14 Федерального закона «О рекламе». В результате подсчёта времени трансляции рекламных блоков и рекламной «бегущей строки», было выявлено, что общая продолжительность рекламы, распространенной «ТелеОмск-АКМЭ», превышает разрешенные законом 15 % времени вещания в течение часа и составляет от 21 % до 69 % времени вещания в течение часа.

### Закрытие телеканала
17 декабря 2013 года стало известно о продаже телеканала «ТелеОмск-АКМЭ» компании ОАО «Межгосударственная корпорация развития» (МКР) за 20 миллионов рублей. Журналистский штат телеканала полностью перешёл в МКР, которой уже принадлежит «Омская телевизионная компания», работающая в Омске на частоте федерального телеканала «РЕН ТВ».
На частотах «ТелеОмска-АКМЭ» МКР планировал запуск собственного телеканала «Продвижение». Полноценное вещание «Продвижения» предполагалось с 1 февраля 2014 года. После создания телеканала «Продвижение», осуществляющего круглосуточное вещание в кабельных сетях, в эфирной сетке «Телеомск-АКМЭ» на 9 канале с 17 до 24 часов происходила его ретрансляция, однако в 2015 году такая ретрансляция была полностью прекращена, и канал «Продвижение» получил круглосуточное эфирное время на 13-й кнопке. В настоящий момент на девятом канале в Омске осуществляет круглосуточное вещание телеканал «Пятница!».

## Собственность и финансирование телекомпании
По состоянию на 2011 год 45 % активов телеканала принадлежало самой корпорации «ТелеОмск-АКМЭ». Активы, принадлежащие с момента основания телеканала правительству Омской области, были выкуплены 14 декабря 2011 года в рамках приватизации телеканала самой корпорацией за 1,774 млн рублей. Остальная часть активов (55 %) телекомпании принадлежала с момента её основания ООО «Корпорация „ОКНО“». По словам сотрудников телекомпании, активы составляли в основном старые телекамеры и компьютеры.
Для покупки активов «Корпорации ТелеОмск-АКМЭ» пришлось взять банковский кредит, так как телекомпания была убыточной. Общий оборот за первые девять месяцев 2011 года составил 7,74 млн рублей, при этом компания претерпела убыток в 910 тысяч рублей. По состоянию на декабрь 2011 года «Корпорация ТелеОмск-АКМЭ» не имела в собственности недвижимости или земельных участков.
В 2004 году Ольга Гусева была номинирована на «Национальную премию в области медиабизнеса» в блоке «Электронные СМИ» категории «Телевидение» за создание единственного в России семейного телеканала, самоокупаемого и не финансируемого извне. В июле 2012 года заместитель директора корпорации «ТелеОмск-АКМЭ» Елена Акулич, комментируя законопроект Госдумы об «иностранных агентах», также заявляла, что телекомпания никогда не пользовалась иностранным финансированием.

## Эфирная сетка телеканала
«ТелеОмск-АКМЭ» являлась единственной омской телекомпанией, самостоятельно приобретавшей право показа фильмов, сериалов и телепередач и самостоятельно формировавшей свою сетку вещания без участия сетевых партнёров. Программируя свой эфир, телекомпания не ограничивалась новостными и социально-политическими передачами, а показывала много документального и художественного кино, передачи развлекательного и познавательного характера. Сетка телеканала была ориентирована на семейную аудиторию, которая по социально-демографическим признакам (пола и возраст) была близка к аудитории самостоятельных (полновещающих) региональных телекомпаний, а не малых.

### Авторские программы телеканала
- Новости «Пульс»
- Сиди и смотри
- Банк здоровья
- Перекресток
- Шпора
- Body-Тайм
- MUZ-кЕфир
- Листок
- Где начинаются все лестницы
- Не стреляйте в серых журавлей
- Между прошлым и будущим
- Музыкальный насос
- Субботний аккорд

### Другие транслирующиеся программы

#### Телепрограммы
- Благая весть (религиозная передача)

#### Зарубежные телесериалы
В прошлые годы на телеканале транслировалось большое количество зарубежных телесериалов, в последние годы телекомпания перешла на отечественные мини-сериалы.
- Мануэла (Аргентина-Италия) (только недопоказанные «Пятым каналом» серии)
- Спенсер напрокат[англ.] (США)
- Робот-полицейский (США)
- Строго на юг (Канада)
- Первая любовь[исп.] (Аргентина)
- Мариелена (Мексика-Испания-США)
- История любви[исп.] (Аргентина/Испания)
- Человек моря (Аргентина)
- Моссад[исп.] (Аргентина-Израиль)
- Саванна (США)
- София, дай мне время[исп.] (Колумбия)
- Просто фантастика (Великобритания)
- Пострелята (США)
- Боишься ли ты темноты? (Канада) (лишь начальные сезоны)
- Комиссар Рекс (Австрия-Германия) (лишь начальные сезоны)
- ТСН (Канада)
- Медицинские детективы (не полностью)
- Дерзкие и красивые (США) (лишь начальные сезоны)
- Жара в Акапулько[англ.] (США)
- Династия (США)

и многие другие сериалы.